# Droga krajowa 38
Die Droga krajowa 38 (kurz DK38, pol. für ,Nationalstraße 38‘ bzw. ,Landesstraße 38‘) ist eine Landesstraße in Polen. Sie führt in nordöstlicher Richtung vom polnisch-tschechischen Grenzübergang bei Pietrowice über Głubczyce bis Reńska Wieś und verbindet die Städte Kędzierzyn-Koźle und Krnov (CZ) miteinander. Die Gesamtlänge beträgt 41,5 km.

## Geschichte
Nach der Neuordnung des polnischen Straßennetzes im Jahr 1985 wurde dem heutigen Straßenverlauf die Landesstraße 418 zugeordnet. Mit der Reform der Nummerierung vom 9. Mai 2001 wurde daraus die neue Landesstraße 38.

## Wichtige Ortschaften entlang der Strecke
- Głubczyce
- Pawłowiczki
- Reńska Wieś